# Miracoli di Lourdes

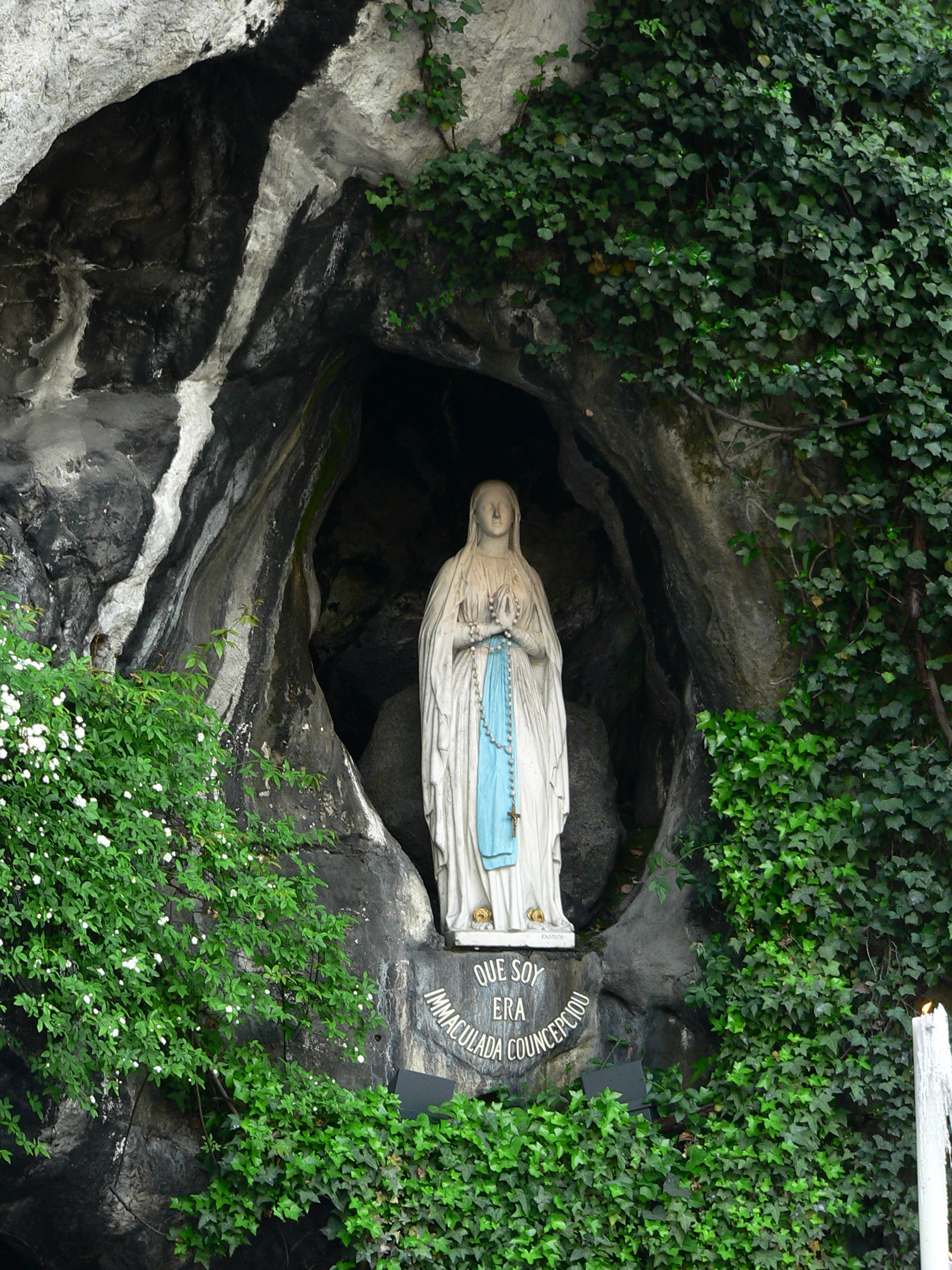
La grotta di Lourdes

Lourdes è un comune francese, nel cui territorio, tra l'11 febbraio e il 16 luglio 1858, la giovane Bernadette Soubirous, contadina quattordicenne del luogo, riferì di aver assistito a diciotto apparizioni della Madonna, in una grotta presente alla base di una parete rocciosa chiamata "roccia di Massabielle", di fronte alla quale scorre il fiume Gave. Tali apparizioni, che dopo 4 anni furono riconosciute formalmente come autentiche dalla Chiesa cattolica, sono tra le più famose, anche perché fin dall'inizio di esse si verificarono molti fatti che i fedeli e la Chiesa interpretarono come guarigioni miracolose di patologie gravi o gravissime.
Tra tutti questi episodi la Chiesa, al 2025, ha dichiarato formalmente di ritenere miracolose 72 guarigioni di ammalati recatisi a Lourdes in pellegrinaggio.

## Le 72 guarigioni riconosciute dalla Chiesa cattolica

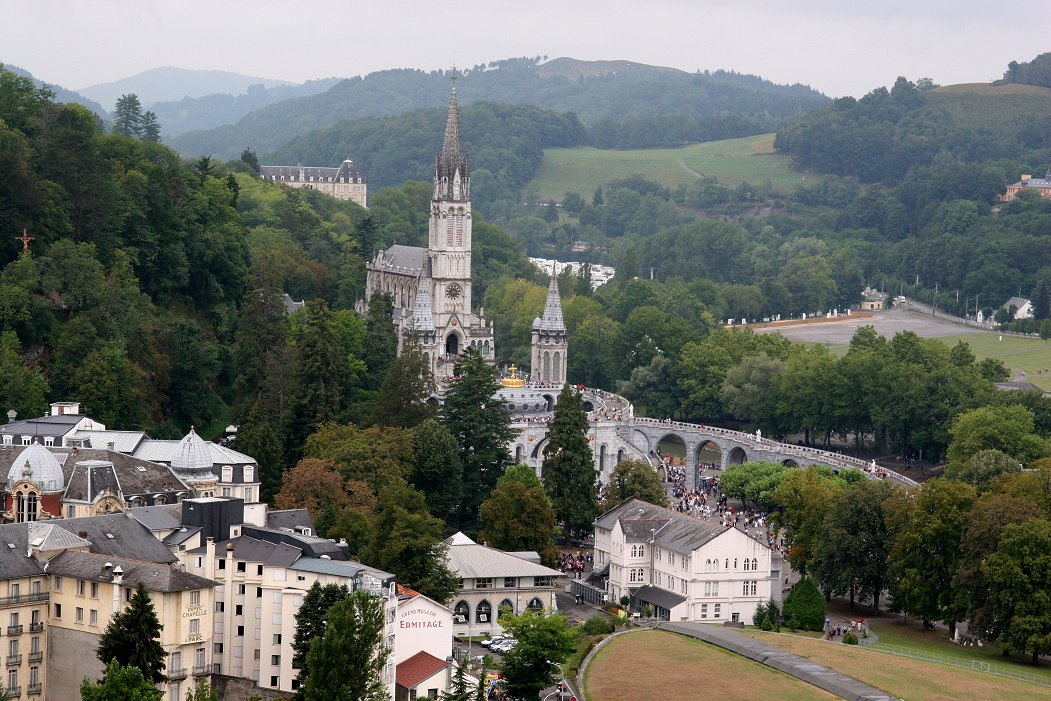
Vista del Santuario di Notre-Dame di Lourdes

Presso il santuario di Lourdes si trova il Bureau des constatations médicales (Ufficio delle constatazioni mediche), costituito nel 1905 da papa Pio X, che opera secondo i criteri definiti nel XVIII secolo dal cardinale Lambertini, futuro papa Benedetto XIV, per i processi di beatificazione.
Tale ufficio, cui sono invitati a partecipare medici di "qualsiasi convinzione religiosa", esamina i casi di presunte guarigioni miracolose che, successivamente, il Comitato Medico Internazionale di Lourdes (CMIL), organismo con sede a Parigi e composto da circa 40 medici specialisti provenienti da tutto il mondo, può in autonomia eventualmente definire inspiegabili secondo le attuali conoscenze scientifiche; in seguito, dopo altre valutazioni, la Chiesa cattolica può affermare il carattere "miracoloso" di una guarigione. Attualmente i casi riconosciuti ufficialmente come tali sono 72. Al 2018, dal Bureau Médical de Lourdes sono state tendenzialmente prese in considerazione guarigioni presunte per danni di tipo organico, filtrando quelle relative a danni di tipo funzionale.
Secondo la Federazione Internazionale delle Associazioni Mediche Cattoliche, affinché una guarigione sia definita inspiegabile dal punto di vista medico, devono essere soddisfatte le seguenti condizioni:
- La diagnosi originale deve essere verificata e confermata senza alcun dubbio.
- La malattia deve essere considerata incurabile secondo le attuali conoscenze mediche.
- La guarigione deve essere immediata, con rapida remissione dei sintomi o dei segni della malattia.
- La guarigione deve essere completa, senza disturbi residui.
- La guarigione deve essere definitiva, senza ricadute.

Sandro De Franciscis, dal 2009 presidente del Bureau des constatations médicales di Lourdes, incaricato di accertare cosa c'è di vero nelle più di cento guarigioni che ogni anno avvengono tra i malati che visitano il santuario, ha affermato che in 150 anni sono state dichiarate oltre settemila guarigioni, anche se solo 72 di queste sono state riconosciute dalla Chiesa cattolica come miracoli.

## Elenco delle guarigioni di Lourdes riconosciute come miracolose dalla Chiesa cattolica
Su circa settemila guarigioni dichiarate a Lourdes dal tempo delle apparizioni, oltre duemila sono state giudicate inspiegabili.; di queste ultime, fino a oggi, settantadue sono state riconosciute miracolose dalla Chiesa cattolica; dopo quella riguardante suor Bernadette Moriau, avvenuta nel 2008, e quella di John Jack Traynor, avvenuta nel 1923, il Santuario di Nostra Signora di Lourdes ha accolto, il 16 aprile 2025, la proclamazione ufficiale del 72° miracolo, fatta da parte di mons. Vincenzo Carmine Orofino, vescovo della diocesi di Tursi-Lagonegro, in Basilicata.
| 1                                                      |
| C. Latapie Chouat (38, Fr)                             |
| Paralisi da strappo del plesso brachiale               |
| 1º marzo 1858                                          |
| 2                                                      |
| Louis Bouriette (54, Fr)                               |
| Cecità da trauma all'occhio destro                     |
| marzo 1858                                             |
| 3                                                      |
| Blaisette Soupène-C. (50, Fr)                          |
| Disturbi oculari cronici                               |
| marzo 1858                                             |
| 4                                                      |
| Henri Busquet (15, Fr)                                 |
| Infiammazione muscolare con stato tifoso               |
| 29 aprile 1858                                         |
| 5                                                      |
| Justin Bouhort (2, Fr)                                 |
| Tubercolosi. Paralisi degli arti inferiori             |
| 2 maggio 1858                                          |
| 6                                                      |
| Madeleine Rizan (58, Fr)                               |
| Paralisi degli arti                                    |
| 17 ottobre 1858                                        |
| 7                                                      |
| Marie Moreau (17, Fr)                                  |
| Gravissimo deficit della vista all'occhio destro       |
| 9 novembre 1858                                        |
| 8                                                      |
| Pieter De Rudder (52, Belgio)                          |
| Frattura esposta alla gamba                            |
| 7 aprile 1875                                          |
| 9                                                      |
| Joachime Dehant (29, Be)                               |
| Ulcera alla gamba ds con gangrena molto diffusa        |
| 13 settembre 1878                                      |
| 10                                                     |
| Elisa Seisson (27, Fr)                                 |
| Ipertrofia del cuore, edema agli arti inferiori        |
| 29 agosto 1882                                         |
| 11                                                     |
| Suor Eugenia Mabille (28, Fr)                          |
| Peritonite, flebite purulenta                          |
| 21 agosto 1883                                         |
| 12                                                     |
| Suor J. Bruyère (25, Fr)                               |
| Tubercolosi polmonare con caverne ed emottisi          |
| 1º settembre 1889                                      |
| 13                                                     |
| Suor J.M. Jourdain (36, Fr)                            |
| Tubercolosi polmonare, deformazione col. vertebr.      |
| 21 agosto 1890                                         |
| 14                                                     |
| Amélie Chagnon (17, Fr)                                |
| Osteoartrite tubercolare del ginocchio e del piede     |
| 21 agosto 1891                                         |
| 15                                                     |
| Clémentine Trouvé (14, Fr)                             |
| Osteoperiostite del piede destro fistolizzata          |
| 21 agosto 1891                                         |
| 16                                                     |
| Marie Lebranchu (35, Fr)                               |
| Tubercolosi polmonare                                  |
| 20 agosto 1892                                         |
| 17                                                     |
| Marie Lemarchand (18, Fr)                              |
| Tubercolosi polmonare con ulcere a viso e gambe        |
| 21 agosto 1892                                         |
| 18                                                     |
| Elise Lesage (18, Fr)                                  |
| Osteoartrite tubercolare del ginocchio                 |
| 21 agosto 1892                                         |
| 19                                                     |
| Suor Marie Delporte (46, Fr)                           |
| Gastroenterite cronica di origine tubercolare          |
| 29 agosto 1892                                         |
| 20                                                     |
| Abate Cirette (Fr, 46)                                 |
| Sclerosi della colonna frontale e laterale             |
| 31 agosto 1893                                         |
| 21                                                     |
| Aurélie Huprelle (Fr, 26)                              |
| Etisia polmonare acuta                                 |
| 21 agosto 1895                                         |
| 22                                                     |
| Esther Brachmann, (Fr, 15)                             |
| Peritonite tubercolare                                 |
| 21 agosto 1896                                         |
| 23                                                     |
| Jeanne Tulasne, (Fr, 20)                               |
| Infiammazione tubercolare della colonna vertebrale     |
| 8 settembre 1897                                       |
| 24                                                     |
| Clémentine Malot, (Fr, 25)                             |
| Tubercolosi polmonare                                  |
| 21 agosto 1898                                         |
| 25                                                     |
| François Rose (Fr, 36)                                 |
| Flemmone con fistole al braccio ds con edema           |
| 20 agosto 1899                                         |
| 26                                                     |
| Padre S. Taburel (Fr, 38)                              |
| Peritonite tubercolare                                 |
| 25 giugno 1900                                         |
| 27                                                     |
| Suor Maximilien (Fr, 43)                               |
| Cisti idatidea al fegato, flebite alla gamba sinistra  |
| 20 maggio 1901                                         |
| 28                                                     |
| Marie Savoye (Fr, 24)                                  |
| Vizio mitralico scompensato di origine reumatica       |
| 20 settembre 1901                                      |
| 29                                                     |
| Johanna Bézenac (Fr, 28)                               |
| Cachessia di origine ignota, impetigine al volto       |
| 8 agosto 1904                                          |
| 30                                                     |
| Suor Saint-Hilaire (Fr, 39)                            |
| Tumore addominale                                      |
| 20 agosto 1904                                         |
| 31                                                     |
| Suor Sainte-Béatrix (Fr, 42)                           |
| Laringo bronchite di probabile origine tubercolare     |
| 31 agosto 1904                                         |
| 32                                                     |
| Marie-Thérèse Noblet (Fr,15)                           |
| Spondilite dorso lombare di origine tubercolare        |
| 31 agosto 1905                                         |
| 33                                                     |
| Suor Marie Douville (Belgio, 19)                       |
| Peritonite tubercolare                                 |
| 21 settembre 1905                                      |
| 34                                                     |
| Antonia Moulin (Fr, 30)                                |
| Osteite fistolizzata al femore destro                  |
| 10 agosto 1907                                         |
| 35                                                     |
| Marie Borel (Fr, 27)                                   |
| Fistole alle regioni lombare e addominale              |
| 21/22 agosto 1907                                      |
| 36                                                     |
| Virginie Haudebourg (Fr, 22)                           |
| Cistite di origine tubercolare e nefrite               |
| 17 maggio 1908                                         |
| 37                                                     |
| Marie Biré (Fr, 41)                                    |
| Cecità da atrofia bilaterale del nervo ottico          |
| 5 agosto 1908                                          |
| 38                                                     |
| Aimée Allope (Fr, 37)                                  |
| Numerosi ascessi di origine tubercolare, fistolizzati  |
| 28 maggio 1909                                         |
| 39                                                     |
| Juliette Orion (Fr, 24)                                |
| TBC a polmoni e laringe, mastoidite purulenta          |
| 22 luglio 1910                                         |
| 40                                                     |
| Marie Fabre (Fr, 32)                                   |
| Enterite muco-membranosa e prolasso uterino            |
| 26 settembre 1911                                      |
| 41                                                     |
| Henriette Bressolles (Fr, 28)                          |
| Morbo di Pott (spondilite tubercolare), paraplegia     |
| 3 luglio 1924                                          |
| 42                                                     |
| Lydia Brosse (Fr, 41)                                  |
| Fistole multiple di origine tubercolare                |
| 11 ottobre 1930                                        |
| 43                                                     |
| Suor M. Marguerite (Fr, 64)                            |
| Infezione renale con edema e crisi cardiache           |
| 22 gennaio 1937                                        |
| 44                                                     |
| Louise Jamain (Fr, 22)                                 |
| Tubercolosi polmonare, intestinale e peritoneale       |
| 1º aprile 1937                                         |
| 45                                                     |
| Francis Pascal (Fr, 3)                                 |
| Cecità e paralisi degli arti inferiori                 |
| 31 agosto 1938                                         |
| 46                                                     |
| Gabrielle Clauzel (Algeria, 49)                        |
| Spondilosi reumatica                                   |
| 15 agosto 1943                                         |
| 47                                                     |
| Yvonne Fournier (Fr, 22)                               |
| Sindrome di Leriche                                    |
| 19 agosto 1945                                         |
| 48                                                     |
| Rose Martin (Fr, 46)                                   |
| Cancro all'utero                                       |
| 3 luglio 1947                                          |
| 49                                                     |
| Jeanne Gestas (Fr, 50)                                 |
| Occlusioni intestinali post-operatorie                 |
| 22 agosto 1947                                         |
| 50                                                     |
| Marie-Thérèse Canin (Fr, 37)                           |
| Morbo di Pott e peritonite tubercolare fistolizzata    |
| 9 ottobre 1947                                         |
| 51                                                     |
| Maddalena Carini, (Ita, 31)                            |
| Tubercolosi al peritoneo, alla colonna e ai polmoni    |
| 15 agosto 1948                                         |
| 52                                                     |
| Jeanne Frétel, (Fr, 34)                                |
| Peritonite di origine tubercolare                      |
| 8 ottobre 1948                                         |
| 53                                                     |
| Angele Théa (Germ., 20)                                |
| Sclerosi a placche (da sei anni)                       |
| 20 maggio 1950                                         |
| 54                                                     |
| Evasio Ganora (Ita, 37)                                |
| Linfoma di Hodgkin                                     |
| 2 giugno 1950                                          |
| 55                                                     |
| Edeltraud Fulda (Austria, 34)                          |
| Morbo di Addison                                       |
| 12 agosto 1950                                         |
| 56                                                     |
| Paul Pellegrin (Fr, 52)                                |
| Fistola postoperatoria (ascesso al fegato)             |
| 3 ottobre 1950                                         |
| 57                                                     |
| Fr. Léo Schwager (Suisse, 28)                          |
| Sclerosi a placche (da cinque anni)                    |
| 30 aprile 1952                                         |
| 58                                                     |
| Alice Couteault (Fr, 34)                               |
| Sclerosi a placche (da tre anni)                       |
| 15 maggio 1952                                         |
| 59                                                     |
| Anna Santaniello (Ita, 41)                             |
| Scompenso cardiaco da febbre reumatica                 |
| 19 agosto 1952                                         |
| 60                                                     |
| Marie Bigot (Fr, 31)                                   |
| Cecità, sordità ed emiplegia da aracnoidite            |
| 8 ottobre 1953                                         |
| 61                                                     |
| Ginette Nouvel (Fr, 26)                                |
| Trombosi venose da sindrome di Budd-Chiari             |
| 21 settembre 1954                                      |
| 62                                                     |
| Elisa Aloi (Ita, 26)                                   |
| Tubercolosi osteo-articolare fistolizzata              |
| 5 giugno 1958                                          |
| 63                                                     |
| Juliette Tamburini (Fr, 22)                            |
| Osteo-periostite femorale fistolizzata                 |
| 17 luglio 1959                                         |
| 64                                                     |
| Vittorio Micheli (Ita, 23)                             |
| Sarcoma all'anca sinistra                              |
| 1º giugno 1963                                         |
| 65                                                     |
| Suor Luigina Traverso (Ita, 30)                        |
| Lombosciatica paralizzante in meningocele              |
| 23 luglio 1965                                         |
| 66                                                     |
| Serge Perrin (Fr, 41)                                  |
| Emiplegia con lesioni oculari per disturbi circolatori |
| 1º maggio 1970                                         |
| 67                                                     |
| Delizia Cirolli (Ita, 12)                              |
| Sarcoma di Ewing al ginocchio destro                   |
| 24 dicembre 1976                                       |
| 68                                                     |
| Jean-Pierre Bély (Fr, 51)                              |
| Sclerosi a placche                                     |
| 9 ottobre 1987                                         |
| 69                                                     |
| Danila Castelli (Ita, 43)                              |
| Ipertensione con crisi gravi e ricorrenti              |
| 4 maggio 1989                                          |
| 70                                                     |
| Suor Bernadette Moriau (Fr, 69)                        |
| Sindrome della "coda di cavallo"                       |
| 11 luglio 2008                                         |
| 71                                                     |
| John Traynor (Regno Unito, 40)                         |
| Paralisi ed epilessia da ferite di guerra              |
| 25 luglio 1923                                         |
| 72                                                     |
| Antonietta Raco (Ita, 50)                              |
| Sclerosi Laterale Primaria (SLP)                       |
| 31 luglio 2009                                         |

L'80% dei malati che la Chiesa considera guariti miracolosamente è costituito da donne. L'ammalato più giovane aveva 2 anni al momento della guarigione. I Paesi d'origine sono: Francia (55), Italia (9), Belgio (3), Algeria (1), Germania (1), Austria (1), Svizzera (1) e Regno Unito (1). Sei malati affermarono di essere guariti per intercessione della Madonna di Lourdes, sebbene non si fossero recati a Lourdes. I più numerosi (50) sarebbero guariti a contatto con l'acqua di Lourdes, e di essi 40 nelle piscine.

## L'intermezzo 1911 - (1924) 1946
Esaminando l'elenco delle guarigioni di Lourdes riconosciute come miracolose dalla Chiesa, si osserva un'interruzione dal 1911 al 1924; inoltre le sette guarigioni verificatesi tra il 1924 e il 1945 furono riconosciute dalla Chiesa solo a partire dal 1946.
Le ragioni di questa interruzione sono complesse e non completamente note. Da un lato papa Pio X aveva chiesto nel 1905 una riorganizzazione delle strutture mediche di Lourdes, con un aggiornamento dei metodi, anche a causa del nuovo clima culturale e politico, dovuto al fatto che il 1º gennaio 1906 era avvenuta in Francia la divisione tra Stato e Chiesa.
Dall'altro, i motivi del lungo intermezzo, sul quale influirono anche le vicende belliche, non sono però legati soltanto alla radicalità della ristrutturazione dell'Ufficio Medico di Lourdes, ma forse anche a tensioni tra l'Ufficio stesso e le gerarchie ecclesiastiche, e tra i medici stessi, a volte in disaccordo sulle metodiche da adottare.

## L'acqua della grotta di Massabielle
Nella grotta di Massabielle si trova la sorgente che la Madonna avrebbe indicato a Bernadette il 25 febbraio 1858, durante la nona apparizione.
Le analisi dell'acqua, la prima delle quali eseguita il 7 agosto 1858, hanno dimostrato che si tratta di comune acqua potabile «né antisettica né antibiotica» e priva di sostanze che potrebbero conferirle un valore terapeutico, come confermato dagli esami dell'8 ottobre 1964. L'acqua sgorga alla temperatura di 12 °C, con un flusso compreso tra 17.000 e 72.000 litri al giorno, a seconda delle stagioni. Viene cambiata due volte al giorno, dunque non dopo ogni singola immersione, nelle piscine dove si immergono i malati, affetti dalle patologie più diverse, anche contagiose, comprese svariate affezioni dermatologiche (circa duemila persone al giorno si immergono nelle vasche).

## Alcuni casi in dettaglio

### Catherine Latapie detta Chouat
Nata nel 1820, abita a Loubajac, piccolo comune vicino a Lourdes. Nell'ottobre del 1856 si era prodotta una lussazione all'omero destro, e le due ultime dita della mano destra erano rimaste paralizzate per lo stiramento traumatico del plesso brachiale. Nella notte del 28 febbraio 1858 si alza alle 3 del mattino e si avvia a piedi verso Lourdes. All'alba del 1° marzo arriva alla grotta, dove si inginocchia cominciando a pregare. Quindi bagna la mano malata nella sorgente trovata da Bernadette tre giorni prima: istantaneamente la mano ritorna com'era prima dell'incidente. Catherine, a 38 anni, è guarita: è in assoluto il primo dei miracoli verificatisi a Lourdes. La sera stessa, tornata a casa, dà alla luce il suo terzo figlio, Jean Baptiste, che nel 1882 diventerà sacerdote. Il miracolo viene riconosciuto il 18 gennaio 1862 da monsignor Laurence, vescovo di Tarbes.

### Louis Bouriette
Nato nel 1804, era un operaio cavapietre che lavorava e viveva a Lourdes. Nel 1839 era rimasto ferito all'occhio destro in modo irreversibile a causa dell'esplosione di una mina in una cava, incidente nel quale suo fratello Joseph era rimasto ucciso. Nel 1858 aveva perso da oltre due anni completamente la vista dell'occhio menomato.
Il dottor Dozous aveva raccolto la sua testimonianza: "Mi sono rivolto in preghiera alla Madonna della grotta, supplicandola umilmente di stare con me mentre lavavo il mio occhio destro con l'acqua della sua fonte...l'ho lavato e rilavato più volte, nello spazio di poco tempo. Il mio occhio destro e la mia vista, dopo queste abluzioni, sono diventati ciò che sono in questo momento, eccellenti". Era il marzo 1858 e Bouriette aveva 54 anni. Il miracolo fu riconosciuto il 18 gennaio 1862 da monsignor Laurence, vescovo di Tarbes.

### Louis-Justin Duconte-Bouhort
Fu uno dei primi casi di guarigione. Louis-Justin era un bambino di diciotto mesi, malato di una grave forma di tubercolosi, che aveva provocato la paralisi delle gambe. Il medico curante aveva detto alla madre che la fine del piccolo era «solo questione di ore». Il 2 maggio 1858 la madre, vicina di casa di Bernadette Soubirous, prese il bimbo morente e lo tenne immerso per quindici minuti nell'acqua gelida della grotta di Massabielle. Toltolo lo rimise nella culla: dopo un sonno profondo, il giorno dopo il bimbo si alzò da solo e si mise a camminare, completamente guarito. Il vescovo di Tarbes, Bertrand-Sévère Laurence, dichiarò miracolosa la guarigione il 18 gennaio 1862.

### Pieter De Rudder
La guarigione del fiammingo Pieter De Rudder, avvenuta il 7 aprile 1875, viene contata tra quelle di Lourdes, anche se avvenne in realtà nel santuario della Madonna di Lourdes a Oostacker, presso Gand. La gamba sinistra di Pieter era stata fracassata dalla caduta di un tronco: dopo otto anni di inutili cure, con tibia e perone ridotte in frammenti, e il "terzo inferiore della gamba e il piede penzolanti come uno straccio", si recò al santuario "trascinandosi con le grucce", tornandone «senza stampelle e ballando». Aveva 44 anni, e visse fino a 75: quattordici mesi dopo la morte, il suo corpo fu riesumato e il fenomeno verificatosi, non spiegabile dalla scienza, fu constatato da oltre cento medici. La Chiesa cattolica riconobbe miracolosa la guarigione il 25 luglio 1908.

### Marie Biré
Marie Birè, nata Lucas, era una contadina francese, madre di sei figli. Nel 1904, a trentotto anni, si ammalò gravemente: «caduta di pressione, vomito continuo e periodi di incoscienza che duravano giorni la condussero a uno stato di salute così precario che non aveva più la forza di occuparsi dei figli, né di svolgere attività lavorative... un giorno, rinvenendo da uno di questi svenimenti sempre più frequenti, si risvegliò cieca da entrambi gli occhi, paralizzata a un piede e a un braccio». Il 5 agosto 1908, dopo aver ricevuto la comunione nella grotta di Massabielle, tornò improvvisamente a vedere.
Il dottor Lainey, oculista e membro del Bureau Médical di Lourdes, avendola visitata poco dopo la guarigione, scrisse: «La visita degli occhi con l'oftalmoscopio ha rivelato da entrambe le parti una pupilla bianca, madreperlacea, senza colorazione di sorta. Le vene e le arterie erano sottili come fili...si trattava di atrofia bianca del nervo ottico con origini cerebrali, una delle più gravi e incurabili malattie degli occhi. La signora Birè ha però recuperato oggi la vista. Era in condizioni di leggere le lettere più piccole e la sua vista a distanza era altrettanto buona».
La capacità visiva era «normale e acuta», benché l'atrofia dei nervi non fosse stata eliminata: solo un mese dopo l'atrofia scomparve e il nervo ottico si ricostituì. Il dottor Merlin scrisse: «Analizzando questo caso bisogna prendere particolarmente in considerazione il fatto che la signora Biré poteva vedere già poco tempo dopo il verificarsi del miracolo, benché sotto l'aspetto oftalmologico il suo nervo ottico fosse ancora malato e lo stato delle sue pupille non permettesse teoricamente la vista».
Nel suo libro Le grandi guarigioni di Lourdes, il dottor Boissarie, per oltre 25 anni capo del Bureau Médical, scrisse che le guarigioni di malattie degli occhi sono «uno dei capitoli più interessanti della storia di Lourdes», e il prof. Alfred Läpple aggiunge: «Probabilmente, dal punto di vista della medicina, il caso più notevole tra queste guarigioni di malattie agli occhi è quello di Maria Biré».
Il 30 luglio 1910, dopo il processo canonico, il vescovo di Luçon, Catteau, dichiarò miracolosa la guarigione.

### Francis Pascal
Francis Pascal era nato il 3 ottobre 1934 nel piccolo comune francese di Sault e viveva con i suoi genitori a Beaucaire, vicino ad Avignone. Il 15 dicembre 1937 si ammalò di meningite, che lo lasciò in pochi mesi cieco e paralizzato.
I genitori decisero di portare il bambino a Lourdes, consegnandolo al dottor J. Roman, che accompagnava i malati. Il 31 agosto 1938, dopo la seconda immersione nell'acqua della piscina di Lourdes, ci fu un'improvvisa remissione dei sintomi.

A causa dello scoppio della Seconda guerra mondiale e della conseguente interruzione dell'attività dell'Ufficio Medico di Lourdes, il caso di Francis Pascal poté essere esaminato dalla commissione medica soltanto nel 1948. Nella relazione conclusiva, il dottor Leuret scrisse: 
Charles de Provenchères, arcivescovo di Aix, Arles ed Embrun, diocesi competente, il 31 maggio 1949 dichiara miracolosa la guarigione.

### Leo Schwager
Bernard-Josef Schwager nacque il 19 maggio 1924 a Balterswil, in Svizzera, da una famiglia contadina. A 21 anni, il 2 novembre 1945, entrò in una comunità religiosa benedettina. Si manifestarono però i primi sintomi di una sclerosi multipla: nel 1947 fu ugualmente accettato come professo provvisorio, con il nome di fratel Leo, e l'8 dicembre 1950 emise i voti.
Nel 1951 la malattia peggiorò: subentrarono afasia ed emiplegia. Gli fu concesso di recarsi a Lourdes, dove arrivò il 30 aprile 1952. Fece due immersioni nella piscina, una al mattino e una nel pomeriggio, senza che fosse accaduto nulla. Verso le sedici, durante la processione del Santissimo Sacramento, mentre riceveva la benedizione, Schwager disse in seguito di essere stato attraversato da una specie di scossa elettrica e si sentì improvvisamente guarito: lasciò la carrozzella e si inginocchiò a pregare.
Fu esaminato il giorno dopo nell'Ufficio Medico del santuario, e successivamente nel 1956, 1957 e 1958. Il 15 aprile 1959, davanti al Comitato Medico Internazionale di Parigi, il professor Jacques Thiébaut dichiarò la guarigione come inspiegabile.
Dopo il rituale controllo da parte della commissione ecclesiastica vescovile competente, il 18 dicembre 1960 il vescovo di Losanna, Ginevra e Friburgo, Françoise Charrière, dichiarò miracolosa la guarigione.
La vicenda di fratel Schwager è descritta dettagliatamente nel libro Sono stato guarito a Lourdes, della scrittrice svizzera Ida Lüthold-Minder, redatto sulla base di numerose dichiarazioni scritte del religioso.

### Vittorio Micheli
Vittorio Micheli nacque il 6 febbraio 1940 a Scurelle, piccolo centro in provincia di Trento. A ventidue anni, durante il servizio militare, fu colpito da un osteosarcoma al bacino. Dopo dieci mesi trascorsi all'ospedale militare di Trento, i medici ritennero il caso senza speranza, rinunciando a ogni terapia e somministrando soltanto calmanti per alleviare i dolori.
Micheli, cui le strutture ossee dell'emibacino sinistro e del femore si erano distrutte, costretto a letto con un'armatura di gesso dal bacino all'arto sinistro, dietro insistenza della madre decise di recarsi a Lourdes. Il 1º giugno 1963 fu trasportato in barella alla grotta: dopo essere stato immerso parzialmente, a causa del gesso, nell'acqua della fonte, improvvisamente provò una sensazione di benessere, sentendo che la gamba rispondeva di nuovo ai suoi comandi e che i dolori erano scomparsi. Tornò all'ospedale di Trento, dove fu tenuto per alcuni mesi in osservazione: tolto il gesso, le radiografie mostrarono una ricostituzione delle parti ossee distrutte. Micheli riprese a camminare e a lavorare, sposandosi e diventando padre di quattro figli.

Il 3 maggio 1971 l'Ufficio Medico di Lourdes concluse le sue indagini con una relazione, nella quale si legge tra l'altro: 
La relazione della commissione medica fu inviata alla competente arcidiocesi di Trento. Dopo il parere positivo della commissione canonica, il 26 maggio 1976 l'arcivescovo Alessandro Gottardi dichiarò miracolosa la guarigione.

### Delizia Cirolli
Delizia Cirolli nacque il 17 novembre 1964 a Paternò, in provincia di Catania. Nel 1976 cominciò a manifestare dolori crescenti al ginocchio destro, e fu sottoposta a esami radiografici e istologici presso la Clinica Universitaria Ortopedica dell'Università di Catania: le fu diagnosticato un tumore maligno (sarcoma di Ewing) alla parte superiore della tibia. Data la prognosi infausta fatta dai medici, che le avevano dato sei mesi di vita, il padre decise di non farle amputare la gamba, come suggerito dagli specialisti, e si rinunciò anche alla radioterapia e alla chemioterapia.
Grazie a una colletta, organizzata nel paese natale, fu portata a Lourdes dal 5 al 13 agosto 1976, senza ottenere alcun miglioramento. Nei mesi successivi la situazione peggiorò: non riusciva più a camminare e, tormentata dai dolori, non voleva quasi più mangiare, arrivando a pesare ventidue chili. La madre le cospargeva ogni giorno il ginocchio con l'acqua portata da Lourdes, ma intanto le aveva fatto preparare l'abito da indossare nel giorno del funerale.
Una mattina del mese di dicembre dello stesso anno, la bambina improvvisamente si sentì meglio: volle uscire, accompagnata dalla madre, camminando da sola. Si riprese giorno dopo giorno, mentre gli esami certificarono la completa scomparsa del tumore. L'anno successivo si presentò all'Ufficio Medico di Lourdes che, dopo accertamenti e controlli durati tre anni, il 28 luglio 1980 dichiarò la guarigione completa e inspiegabile per la scienza. La Chiesa cattolica riconobbe miracolosa la guarigione il 28 giugno 1989.
In seguito Delizia Cirolli si è sposata e ha avuto tre figli, scegliendo inoltre la professione di infermiera.

### Anna Santaniello
Anna Santaniello nasce a Salerno il 27 gennaio 1911. Da bambina si ammala di reumatismo articolare acuto, che le provoca un'endocardite nota come "malattia di Bouillaud", a causa della quale aveva perso prematuramente un fratello e una sorella. L'insufficienza cardiaca grave da cui è affetta le causa ripetuti scompensi, che la riducono in fin di vita. Per questa ragione i medici e i familiari non vogliono che affronti il viaggio fino a Lourdes, dove desidera ardentemente recarsi.
Il 26 luglio 1952 riceve l'estrema unzione, poi, nonostante i pareri contrari, riesce a convincere i medici e gli infermieri dell'Unitalsi ad accompagnarla a Lourdes, dove però esitano a portarla alle piscine. Il 19 agosto, penultimo giorno della sua permanenza, dopo tante insistenze finalmente viene immersa nell'acqua gelida della fonte. In quel momento sente un grande calore nel petto, "come se mi rifluisse la vita", dopo alcuni secondi si alza da sola e comincia a camminare, lei che "non riusciva a fare un solo passo", rifiutando l'aiuto dei barellieri increduli. Lo stesso giorno inizia "a lavorare nel barellato", trasformandosi da malata allettata in volontaria, e la sera partecipa alla processione mariana conosciuta anche come fiaccolata (aux flambeaux).
Il giorno dopo viene visitata da diversi medici presenti a Lourdes, che verbalizzano la scomparsa dei segni patologici e la normalità delle condizioni generali. Durante il viaggio di ritorno scende alla stazione di Genova e si reca da sola a Torino per trovare dei parenti, che l'accompagnano dal professor Dogliotti, famoso cardiochirurgo, il quale trova il suo cuore perfettamente sano. Il 3 maggio 1964 la Commissione Medica Internazionale di Lourdes giudica inspiegabile la guarigione e successivamente, il 21 settembre 2005, monsignor Gerardo Pierro la dichiara miracolosa. Anna Santaniello muore a novantacinque anni, l'anno dopo il riconoscimento del miracolo.

### Suor Luigina Traverso
Nasce il 23 agosto 1934 a Novi Ligure, in provincia di Alessandria. Di umile famiglia, a diciannove anni entra in convento, e nel 1958 prende i voti entrando a far parte delle Figlie di Maria Ausiliatrice. Nel 1960 accusa dolori crescenti alla gamba e al piede sinistri e le viene diagnosticata un'ernia del disco. L'anno successivo si reca per un consulto all'Istituto ortopedico Gaetano Pini di Milano, la diagnosi è "esordio di una lombosciatalgia paralizzante". Tra il 1962 e il 1965 è sottoposta a terapie farmacologiche, radiologiche e quattro interventi chirurgici, ma alla fine non può più camminare e trascorre le giornate a letto tormentata dai dolori.
Nel giugno 1965 ottiene dalla Madre superiora il permesso di recarsi a Lourdes con l'Oftal, accompagnata da una consorella. Il 23 luglio 1965 suor Luigina sta assistendo alla processione eucaristica sull'Esplanade del Santuario di Lourdes: mentre passa l'ostensorio con il Santissimo Sacramento, improvvisamente sente caldo e freddo, e come se la barella si "stesse muovendo tutta", si accorge allora che può muovere il piede e non sente più dolore. La portano all'interno e lei si alza da sola e comincia a camminare, fra lo stupore e la gioia dei presenti.
Al rientro da Lourdes, il 27 luglio 1965 suor Luigina viene visitata dal professor Claudio Rinaldi, primario di ortopedia dell'ospedale civile di Tortona, che certifica le sue normali condizioni di salute, con particolare riferimento all'arto inferiore sinistro. Da allora non ha più manifestato sintomi della patologia invalidante pregressa. Il 18 e 19 novembre 2011 il Comité Médical International di Lourdes dichiara che la guarigione della religiosa è inspiegata allo stato attuale delle conoscenze scientifiche. L'11 ottobre 2012 il vescovo di Casale Monferrato, monsignor Alceste Catella, dichiara che "la guarigione di suor Luigina Traverso è miracolosa e deve essere attribuita all'intercessione della Beatissima Vergine Maria Immacolata".

### Danila Castelli
La 69ª fra le guarigioni inspiegabili ritenute miracolose dalla Chiesa cattolica riguarda Danila Castelli: monsignor Giovanni Giudici, vescovo di Pavia, ha riconosciuto miracolosa la guarigione il 20 giugno 2013.
La donna, nata il 16 gennaio 1946 a Bereguardo, in provincia di Pavia, sposata e madre di quattro figli, nel 1981, a 34 anni, manifestò un feocromocitoma, che diffondeva cellule tumorali responsabili di crisi gravi e ricorrenti di ipertensione arteriosa. Dopo otto interventi chirurgici senza risultato, è guarita a 43 anni, il 4 maggio 1989, nelle piscine del santuario di Lourdes.
Dopo vent'anni di controlli periodici, il Bureau delle Constatazioni Mediche ha dichiarato: "La signora Castelli è guarita, in modo completo e duraturo, dopo il suo pellegrinaggio a Lourdes nel 1989, 21 anni fa, dalla sindrome di cui soffriva, e ciò senza alcun rapporto con gli interventi e le terapie subite". La Commissione Medica Internazionale ha aggiunto: "Le modalità della guarigione restano inspiegabili allo stato attuale delle conoscenze scientifiche".
Danila Castelli è morta il 9 Ottobre 2016, dopo due anni di malattia, per una nuova forma di tumore che l'aveva aggredita nel 2014.
.

### Suor Bernadette Moriau
Nasce il 23 settembre 1939 a Raismes, piccolo comune vicino a Valenciennes, nel nord della Francia, da una numerosa famiglia operaia. 
A diciannove anni entra nel convento di Nantes della Congregazione delle suore francescane oblate del Sacro Cuore di Gesù. Nel 1965 consegue il diploma di infermiera. L'anno successivo, a ventisette anni, comincia a soffrire di dolore lombosciatico, che le preannuncia la sindrome della cauda equina. Le terapie mediche risultano inefficaci, nonostante quattro interventi chirurgici: le viene applicato un corsetto rigido e un neurostimolatore per alleviare il dolore, perché la morfina non basta. Il piede sinistro diventa equino, e viene applicato un tutore. Suor Bernadette si trova ormai nell'impossibilità di camminare autonomamente.
Dietro suggerimento del medico che le prescrive abitualmente la morfina, nel 2008 decise di recarsi a Lourdes, dove riceve l'eucaristia, l'unzione degli infermi e assiste alla processione eucaristica. L'8 luglio rientra dal pellegrinaggio nel suo convento a Bresles e l'11 luglio, durante l'adorazione eucaristica nella cappella del convento, alle 17.45 si sente "in comunione con Lourdes", alla stessa ora della processione eucaristica, e avverte una sensazione di benessere e di calore. Ritornata nella sua stanza, sente "come una voce che mi diceva di lasciare gli apparecchi". Toglie il corsetto e il tutore, il piede si è raddrizzato e Bernadette non prova più dolore, spegne il neurostimolatore e si mette a camminare da sola. Sospende bruscamente la morfina, cosa normalmente non possibile senza effetti secondari, e il giorno dopo, sentendosi guarita, cammina per cinque chilometri nel bosco vicino.
L'Ufficio delle constatazioni mediche di Lourdes si riunisce nel 2009, nel 2013 e nel 2016, constatando il carattere "imprevisto, istantaneo, completo, duraturo e inspiegato della guarigione". Il 18 novembre 2016, nel corso della riunione annuale, il Comitato Medico Internazionale di Lourdes conferma la "guarigione inspiegata allo stato delle attuali conoscenze scientifiche". L'11 febbraio 2018 monsignor Jacques Benoit Gonnin, vescovo di Beauvais, riconosce ufficialmente il carattere miracoloso della guarigione di suor Bernadette Moriau.

### John Traynor
Nasce a Liverpool nel 1883 e si arruola nella Royal Navy all'inizio della prima guerra mondiale. Viene ferito gravemente l'8 maggio 1915 durante la battaglia di Gallipoli, località turca da non confondere con l'omonima località italiana. Perde l'uso del braccio destro, di cui rifiuta l'amputazione dopo quattro operazioni per cercare inutilmente di suturare i nervi recisi. Nel 1920 subisce una trapanazione del cranio per curare crisi epilettiche conseguenti alle ferite di guerra, ma riporta una paralisi parziale di entrambe le gambe. Nel mese di luglio del 1923 si reca a Lourdes con il primo pellegrinaggio dell'arcidiocesi di Liverpool al santuario. Guarisce il 25 luglio durante la benedizione degli ammalati, dopo essere stato immerso nelle piscine e aver partecipato alla processione eucaristica. Il braccio destro riprende interamente le sue funzioni, le crisi epilettiche scompaiono e può tornate a camminare normalmente. Dopo che i medici ne constatano la guarigione, lascia Lourdes il giorno successivo. Il 7 luglio 1926 si reca al Bureau des Constatations Médicales per ufficializzare la sua guarigione. John Traynor torna ogni anno a Lourdes come volontario fino al 1939, lavorando nel settore del trasporto del carbone e affrontando lavori pesanti pur essendo ancora ufficialmente invalido al 100%. Muore l'8 dicembre 1943 a causa di un'ernia, patologia non riconducibile a quelle precedenti. Il riconoscimento ufficiale del carattere miracoloso della sua guarigione avviene solo l'8 dicembre 2024 da parte dell'arcivescovo di Liverpool, monsignor Malcolm Patrick McMahon. Una dettagliata e autobiografica ricostruzione degli eventi è contenuta nella voce a lui dedicata sul sito ufficiale del santuario di Lourdes.

### Antonietta Raco
Nata a Francavilla in Sinni (in provincia di Potenza), sposata con Antonio Lofiego e madre di quattro figli, nel 2004  manifesta forti cefalee a grappolo, accompagnate da difficoltà di deambulazione. Nel 2006 le viene diagnosticata la sclerosi laterale primaria. Nel 2007 è costretta sulla sedia a rotelle. Nel 2009 si reca in pellegrinaggio a Lourdes dal 30 luglio al 5 agosto, accompagnata dall'Unitalsi. Non chiede la sua guarigione, ma quella di una ragazza del suo paese affetta da leucodistrofia. Mentre si reca alla grotta, riferisce di aver visto sul viale dell'esplanade una grande luce, nella quale riconosce la Madonna in preghiera, rivolta verso il Santuario, che la invita ad andare avanti. Il giorno dopo, durante l'immersione nelle piscine, ode una voce femminile che la invita a non avere paura, e sente un forte dolore alle gambe, seguito da una sensazione di benessere. Capisce di essere guarita, ma non lascia la sedia a rotelle: rientrata a casa, ode ancora la stessa voce che la invita a rivelare al marito quello che è successo, si alza allora dalla sedia e riprende a camminare. Da allora è in grado di svolgere le normali occupazioni domestiche, e diviene in seguito anche barelliera dell'Unitalsi. Nel luglio 2010  presenta il suo caso al Bureau des Constatations Médicales di Lourdes e, dopo innumerevoli controlli medici, nel 2024 la sua guarigione viene dichiarata inattesa, completa, duratura e inspiegata secondo le conoscenze mediche. Il 16 aprile 2025 il vescovo della diocesi di Tursi-Lagonegro, monsignor Vincenzo Carmine Orofino, ha proclamato miracolosa la guarigione. A 67 anni Antonietta Raco diviene la settantaduesima miracolata di Lourdes.

## Il caso di Maria Bailly
Tra i casi di guarigione per ora non riconosciuti ufficialmente come miracolosi, c'è quello di Maria Bailly, verificatosi nel 1903, noto per essere avvenuto in presenza del medico e scienziato Alexis Carrel, Premio Nobel per la medicina nel 1912, da lui descritto in dettaglio nel suo libro-diario Viaggio a Lourdes.
Nel luglio del 1903 Carrel, giovane medico agnostico, decise di salire su un treno di pellegrini malati diretti a Lourdes, sostituendo uno dei suoi colleghi: voleva verificare con i propri occhi cosa accadeva nel santuario di Lourdes, convinto che i miracoli non fossero autentici. Quando i pellegrini giunsero a destinazione visitò Marie Bailly, una giovane donna affetta da una gravissima peritonite settica tubercolare, col ventre gonfio e in stato cachettico, pensando che sarebbe morta in pochi giorni. Quando la malata arrivò alle piscine, gli infermieri non se la sentirono di immergerla, ma le versarono tre brocche di acqua di Lourdes sul ventre. Quando la donna fu riportata alla grotta in barella, Carrel si accorse che il gonfiore del ventre diminuiva a vista d'occhio, fino a scomparire completamente nel giro di pochi minuti, mentre le condizioni generali si normalizzavano. La sera la visitò più approfonditamente, senza trovare più traccia della malattia. Dopo avere assistito personalmente alla guarigione di Maria Bailly, Carrel si riavvicinò alla fede cattolica.

## Opinioni sui miracoli
Luc Montagnier, direttore dell'Istituto Pasteur, scopritore del virus dell'HIV e vincitore del Premio Nobel per la medicina 2008 ha scritto:

## Conversioni
Oltre alle guarigioni si verificano a Lourdes anche innumerevoli conversioni, la più nota è forse quella di Giovanbattista Tomassi, che all'epoca aveva ventidue anni, dei quali gli ultimi dieci trascorsi in carrozzella per una grave forma di artrite: è deciso, se non ottiene la guarigione, a uccidersi davanti alla grotta. Non ottiene il miracolo, ma improvvisamente rinuncia al suo proposito e decide di fondare un'associazione per il trasporto dei malati: nel 1903 nasce l'Unitalsi.

## Critiche
Le critiche maggiori vertono sulla percentuale di successo delle guarigioni avutesi a Lourdes che sarebbe di gran lunga minore della percentuale di remissione spontanea di molte malattie. Si cita il matematico italiano Piergiorgio Odifreddi:
(Piergiorgio Odifreddi, C'era una volta un paradosso, Einaudi, 2001)
A livello matematico però bisogna considerare che non sono andati cento milioni di malati, ma cento milioni di pellegrini complessivi, per cui la stima non è attendibile. Inoltre le guarigioni a cui si riferisce Odifreddi sono quelle che ha riconosciuto la chiesa, mentre quelle documentate (ma quindi non ufficiali) sono oltre settemila 